# Mistrzostwa Europy w biegu 24-godzinnym 2001
9. Mistrzostwa Europy w biegu 24-godzinnym 2001 – zawody lekkoatletyczne, które odbyły się 25 i 26 maja 2001 w Apeldoorn, Holandia.

## Medaliści
|                         | 1. miejsce                                                            | Rezultat   | 2. miejsce                                                      | Rezultat   | 3. miejsce                                                        | Rezultat   |
| Mężczyźni indywidualnie | Paul Beckers                                                          | 260,559 km | Jens Lukas                                                      | 258,907 km | Vladimir Kurbatov                                                 | 252,801 km |
| Mężczyźni drużynowo     | Rosja 1. Vladimir Kurbatov · 2. Evgenii Anisimov · 3. Timur Abzalilov | 730,208 km | Niemcy 1. Jens Lukas · 2. Gerald Dudacy · 3. Karl Graf          | 718,445 km | Francja 1. Max Granier · 2. Loic Lebon · 3. Alain Mallereau       | 695,813 km |
| Kobiety indywidualnie   | Irina Reutovich                                                       | 226,634 km | Irina Koval                                                     | 222,650 km | Helga Backhaus                                                    | 212,692 km |
| Kobiety drużynowo       | Rosja 1. Irina Reutovich · 2. Irina Koval · 3. Rimma Paltseva         | 639,317 km | Niemcy 1. Helga Backhaus · 2. Julia Alter · 3. Martina Hausmann | 616,118 km | Francja 1. Joelle Semur · 2. Christiane Le Cerf · 3. Colette Musy | 569,184 km |

## Reprezentacja Polski

### Mężczyźni
Drużyna mężczyzn zajęła 11. miejsce z wynikiem 516,966 km
| Miejsce | Zawodnik             | Klub                      | Rezultat   |
| 22.     | Miroslav Lasota      | PKS Wałcz                 | 204,833 km |
| 41.     | Czesław Macherzyński | KKB Dystans Kraków        | 186,547 km |
| 53.     | Zbigniew Bogdanowicz | TKKF Jastrząb Ruda Śląska | 174,623 km |
| 66.     | August Jakubik       | TL Pogoń Ruda Śląska      | 155,796 km |
| 73.     | Wiesław Pokrzywniak  | WKB Piast Wrocław         | 150,940 km |

### Kobiety
| Miejsce | Zawodniczka        | Klub               | Rezultat   |
| 5.      | Barbara Szlachetka | KS AZS AWF Wrocław | 202,018 km |
| 17.     | Irena Lasota       | PKS Wałcz          | 152,593 km |